# Ада (имя)
А́да (др.-евр. עדה‬ — украшение) — женское имя.

## Происхождение
Впервые имя Ада встречается в Танахе (Ветхом Завете). Его обладательница — жена Ламеха, потомка Каина. Второе женское имя, упоминаемое в Библии после Евы.

И взял себе Ламех две жены: имя одной: Ада, и имя второй: Цилла [Селла].
— Быт. 4:19
Есть версии, что имя является краткой формой имён Аделаида, Адель, Адальберта.

## Известные носители имени
- Ада Лавлейс — английская женщина-математик.
- Ада Роговцева — советская и украинская актриса театра и кино.
- Ада де Варенн — супруга Генриха Шотландского.
- Ада Вонг — героиня культовой франшизы Resident Evil.

## Имя в литературе
- Ада Клейр — персонаж в романе Ч. Диккенса «Холодный дом» (1853).
- Ада — персонаж драмы Дж. Байрона «Каин» (1821).
- Ада — персонаж романа В. Набокова (1969).
- Ада Адольфовна - персонаж рассказа Т. Н. Толстой «Соня» (1984).